# Jerusalem Quartet
Het Jerusalem Quartet is een Israëlisch strijkkwartet dat zijn debuut maakte in 1996. Hun repertoire omvat werken van Joseph Haydn, Franz Schubert, Johannes Brahms en Dmitri Shostakovich. Ze hebben uitgebreid over de hele wereld gereisd en drie van hun opnames hebben BBC Music Magazine Awards gewonnen.
Het kwartet werd opgericht binnen het kader van de ‘Young musicians’ Group of the Jerusalem Music Centre’ en de ‘America-Israel Cultural Foundation’ in samenwerking met het Rubin Conservatorium van Jerusalem, waar het kwartet studeerde bij Avi Abramovitsj.
Het kwartet volgende masterclasses bij Isaac Stern, György Kurtág, Michael Tree, Henry Meyer en leden van het Amadeus Quartet.
In 1996 won het Jerusalem Quartet de eerste prijs op de Jerusalem Academy Chamber Music Competition, waarna nog meerdere prijzen volgden, waaronder de eerste Borletti-Buitoni Trust Award in 2003.
Ze hebben dertien albums opgenomen voor het Harmonia Mundi label. Het Jerusalem Quartet vierde hun 20e seizoen in 2016 door een dubbel-cd album van de zes strijkkwartetten van Beethoven uit te brengen, en tourde aansluitend door de Verenigde Staten, Australië en verschillende Europese landen.
In 2018 verschenen twee cd’s: een met Dvoráks Strijkkwintet opus 97 en Sextet opus 48 en een met de kwartetten van Ravel en Debussy. Recent verscheen een opname met Joodse muziek in Centraal-Europa tussen de twee wereldoorlogen.

## Leden
De originele bezetting omvatte de violist Amihai Grosz. Grosz trad in 2010 toe tot de Berlijnse Philharmonic als directeur, en speelt ook met het Philharmonic Octet Berlin.
- Alexander Pavlovsky - eerste viool
- Sergei Bresler - tweede viool
- Ori Kam - altviool
- Kyril Zlotnikov - cello. Zlotnikov speelt op een cello die hem is uitgeleend door Daniel Barenboim, een instrument dat eerder werd bespeeld door Jacqueline du Pré.[3]

## Protesten
Vanwege de naam van het ensemble en hun aanzien als culturele ambassadeurs voor Israël, is het Jeruzalemkwartet het voorwerp geweest van protesten tijdens hun uitvoeringen. In 2010 werd een optreden in Wigmore Hall in Londen, dat live werd uitgezonden op BBC Radio 3, verstoord door meerdere hecklers. De uitzending moest worden stopgezet.